# Polca Zezé
Polca Zezé, também referida como Zezé (polca), é uma composição de João Antônio Romão (Pindamonhangaba, 13/06/1878 - 19/05/1972) para helicon acompanhado por instrumentos de metal, gravada em 1910 para a Casa Faulhaber do Rio de Janeiro (com o próprio autor no solo de helicon).

## História
A obra foi composta por João Antônio Romão em homenagem à sua esposa Maria José Romão (02/04/1882 - 18/10/1971), sendo sua única obra gravada até o presente. Existem registros de um relançamento da polca Zezé em 14 de janeiro de 1914, pelo selo Favorite Records (matriz 1-454011), mas trata-se provavelmente de uma reimpressão da gravação de 1910. Essa gravação foi incluida na coletânea Memórias musicais (Rio de Janeiro: Biscoito Fino, 2002), cd 3, faixa 10, com as seguintes observações: "Sobre João Antônio, autor da polca Zezé, quase nada se pôde apurar, por absoluta falta de registros e bibliografia a seu respeito. Trata-se sem dúvida de um virtuose do bombardão, instrumento da família da tuba e de difícil execução. Vale destacar os ditos chistosos, frases de caráter humorísticos proferidas durante a execução da música e a exclamação dita por alguém no final da gravação, louvando o fôlego do solista.".
A polca Zezé faz parte dos primórdios do choro, sendo um raro caso de composição desse gênero para instrumento grave de metal. Nunca foram encontradas partes ou partituras dessa obra, que chegou ao presente unicamente pela gravação de 1910. Em 2016 a obra foi transcrita para pequeno conjunto de metais por Thiago Osório (com a tuba executando a melodia originalmente composta para helicon), para o espetáculo "Os Metais no Choro", realizado na Casa do Choro (Rio de Janeiro) em 13 de dezembro de 2016.

## Ditos chistosos
1 (0'00") - “Zezé (polca), de João Antônio, executada pelo autor, para a Casa Faulhaber, Rio de Janeiro”
2 (1'19") - “Choro da hora!”
3 (1'37") - “Aí, Romão!”
4 (2'25") - “Viva o Antônio”
5 (3'02") - “Choro macio!”
6 (3'29") - “Ter’murata!”
7 (3'41") - “Ah, caboc’o danado! Se eu te pego mudan’o a mús'ca não largava mais!”

## Vídeos
- «(2016) Polca Zezé de João Antônio Romão em "Os Metais no Choro", show realizado na Casa do Choro (Rio de Janeiro) no dia 13 de dezembro de 2016»